# Fuad Amin
Fuad Anwar Amin (en árabe: فؤاد أنور أمين) (13 de octubre de 1972) es un exfutbolista saudí. Amin, que jugaba de mediocentro defensivo, fue capitán de selección de Arabia Saudita, con la que disputó los Mundiales de 1994 y 1998. A nivel de clubes jugó en el Al-Shabab y Al-Nassr de su país natal, y entre ambos, en el Sichuan Tsyuansin chino, en 1999. Su mayor logró llegó en el Mundial de USA 1994, donde firmó dos goles (ante Países Bajos y Marruecos) que ayudaron a Arabia Saudí a alcanzar los octavos de final por primera vez en su historia.

## Clubes
| Club              | País           | Año       | Partidos | Goles |
| ----------------- | -------------- | --------- | -------- | ----- |
| Al-Shabab         | Arabia Saudita | 1988-1998 | 289      | 48    |
| Sichuan Tsyuansin | China          | 1999      | 9        | 1     |
| Al-Nassr          | Arabia Saudita | 1999-2001 | 42       | 7     |